# Camalès
Camalès – miejscowość i gmina we Francji, w regionie Oksytania, w departamencie Pireneje Wysokie.
Według danych na rok 1990 gminę zamieszkiwało 419 osób, a gęstość zaludnienia wynosiła 90 osób/km² (wśród 3020 gmin regionu Midi-Pireneje Camalès plasuje się na 658. miejscu pod względem liczby ludności, natomiast pod względem powierzchni na miejscu 1516.).